# Neivamyrmex
Neivamyrmex – rodzaj mrówek z podrodziny Ecitoninae. Obejmuje 126 opisanych gatunków.

## Gatunki
| - Neivamyrmex adnepos Wheeler, 1922 - Neivamyrmex agilis Borgmeier, 1953 - Neivamyrmex alfaroi Emery, 1890 - Neivamyrmex Andrei Emery, 1901 - Neivamyrmex angulimandibulatus Watkins, 1974 - Neivamyrmex angustinodis Emery, 1888 - Neivamyrmex antillanus Forel, 1897 - Neivamyrmex asper Borgmeier, 1955 - Neivamyrmex balzani Emery, 1894 - Neivamyrmex baylori Watkins, 1973 - Neivamyrmex bohlsi Emery, 1896 - Neivamyrmex bruchi Forel, 1912 - Neivamyrmex bureni Enzmann, 1952 - Neivamyrmex californicus Mayr, 1870 - Neivamyrmex carettei Forel, 1913 - Neivamyrmex carinifrons Borgmeier, 1953 - Neivamyrmex carolinensis Emery, 1894 - Neivamyrmex chamelensis Watkins, 1986 - Neivamyrmex clavifemur Borgmeier, 1953 - Neivamyrmex cloosae Forel, 1912 - Neivamyrmex coeca Buckley, 1867 - Neivamyrmex compressinodis Borgmeier, 1953 - Neivamyrmex cornutus Watkins, 1975 - Neivamyrmex crassiscapus Watkins, 1990 - Neivamyrmex cratensis Borgmeier, 1953 - Neivamyrmex cristatus Andre, 1889 - Neivamyrmex curvinotus Watkins, 1994 - Neivamyrmex densepunctatus Borgmeier, 1933 - Neivamyrmex detectus Borgmeier, 1953 - Neivamyrmex diabolus Forel, 1912 - Neivamyrmex diana Forel, 1912 - Neivamyrmex digitistipus Watkins, 1975 - Neivamyrmex diversinodis Borgmeier, 1933 - Neivamyrmex dorbignii Shuckard, 1840 - Neivamyrmex ectopus Wilson, 1985 - Neivamyrmex emersoni Wheeler, 1921 - Neivamyrmex Emeryi Santschi, 1921 - Neivamyrmex erichsonii Westwood, 1842 - Neivamyrmex falcifer Emery, 1900 - Neivamyrmex fallax Borgmeier, 1953 - Neivamyrmex foveolatus Borgmeier, 1953 - Neivamyrmex fumosus Forel, 1913 - Neivamyrmex fuscipennis Smith, 1942 - Neivamyrmex genalis Borgmeier, 1953 - Neivamyrmex gibbatus Borgmeier, 1953 - Neivamyrmex goeldii Forel, 1901 - Neivamyrmex graciellae Mann, 1926 - Neivamyrmex gracilis Borgmeier, 1955 - Neivamyrmex gradualis Borgmeier, 1953 - Neivamyrmex guerinii Shuckard, 1840 - Neivamyrmex guyanensis Santschi, 1916 - Neivamyrmex halidaii Shuckard, 1840 - Neivamyrmex harrisii Haldeman, 1852 - Neivamyrmex hetschkoi Mayr, 1886 - Neivamyrmex hopei Shuckard, 1840 - Neivamyrmex humilis Borgmeier, 1939 - Neivamyrmex iheringi Forel, 1908 - Neivamyrmex imbellis Emery, 1900 - Neivamyrmex impudens Mann, 1922 - Neivamyrmex inca Santschi, 1921 - Neivamyrmex inflatus Borgmeier, 1958 - Neivamyrmex iridescens Borgmeier, 1950 - Neivamyrmex jerrmanni Forel, 1901 |  | - Neivamyrmex klugii Shuckard, 1840 - Neivamyrmex kuertii Enzmann, 1952 - Neivamyrmex laevigatus Borgmeier, 1948 - Neivamyrmex latiscapus Emery, 1901 - Neivamyrmex legionis Smith, 1855 - Neivamyrmex leonardi Wheeler, 1915 - Neivamyrmex leptognathus Emery, 1900 - Neivamyrmex lieselae Forel, 1913 - Neivamyrmex longiscapus Borgmeier, 1953 - Neivamyrmex macrodentatus Menozzi, 1931 - Neivamyrmex macropterus Borgmeier, 1953 - Neivamyrmex manni Wheeler, 1914 - Neivamyrmex maxillosus Emery, 1900 - Neivamyrmex megathrix Kempf, 1961 - Neivamyrmex melanocephalus Emery, 1895 - Neivamyrmex melshaemeri Haldeman, 1852 - Neivamyrmex mexicanus Enzmann, 1952 - Neivamyrmex micans Borgmeier, 1953 - Neivamyrmex microps Borgmeier, 1955 - Neivamyrmex minensis Borgmeier, 1928 - Neivamyrmex minor Cresson, 1872 - Neivamyrmex modestus Borgmeier, 1933 - Neivamyrmex mojave Smith, 1943 - Neivamyrmex moseri Watkins, 1969 - Neivamyrmex nigrescens Cresson, 1872 - Neivamyrmex nordenskioldii Holmgren, 1908 - Neivamyrmex nyensis Watkins, 1977 - Neivamyrmex opacithorax Emery, 1894 - Neivamyrmex orthonotus Borgmeier, 1933 - Neivamyrmex pacificus Borgmeier, 1955 - Neivamyrmex pauxillus Wheeler, 1903 - Neivamyrmex perplexus Borgmeier, 1953 - Neivamyrmex pertii Shuckard, 1840 - Neivamyrmex physognathus Emery, 1900 - Neivamyrmex pilosus Smith, 1858 - Neivamyrmex piraticus Borgmeier, 1953 - Neivamyrmex planidens Borgmeier, 1953 - Neivamyrmex planidorsus Emery, 1906 - Neivamyrmex postangustatus Borgmeier, 1934 - Neivamyrmex postcarinatus Borgmeier, 1953 - Neivamyrmex pseudops Forel, 1909 - Neivamyrmex puerulus Borgmeier, 1955 - Neivamyrmex pulchellus Borgmeier, 1955 - Neivamyrmex pullus Borgmeier, 1953 - Neivamyrmex punctaticeps Emery, 1894 - Neivamyrmex quadratooccipitus Watkins, 1975 - Neivamyrmex radoszkowskii Emery, 1900 - Neivamyrmex raptor Forel, 1911 - Neivamyrmex romandii Shuckard, 1840 - Neivamyrmex rosenbergi Forel, 1911 - Neivamyrmex rugulosus Borgmeier, 1953 - Neivamyrmex scutellaris Borgmeier, 1953 - Neivamyrmex Shuckardi Emery, 1900 - Neivamyrmex spatulatus Borgmeier, 1939 - Neivamyrmex spoliator Forel, 1899 - Neivamyrmex sulcatus Mayr, 1868 - Neivamyrmex sumichrasti Norton, 1868 - Neivamyrmex swainsonii Shuckard, 1840 - Neivamyrmex tenuis Borgmeier, 1953 - Neivamyrmex texanus Watkins, 1972 - Neivamyrmex tristis Forel, 1901 - Neivamyrmex vicinus Borgmeier, 1953 - Neivamyrmex walkerii Westwood, 1842 |